# Mihai Mălaimare Jr.
Mihai Mălaimare Jr. (ur. 1975) – rumuński operator kamery. Jest synem aktora oraz byłego polityka Mihaiego Mălaimare. Pracował przy filmach w reżyserii Francisa Forda Coppoli i Paula Thomasa Andersona. Był nominowany do nagrody za najlepsze zdjęcia w trakcie 24. ceremonii wręczenia Independent Spirit Awards. za film Młodość stulatka z 2007.

## Filmografia
| Rok  | Film                    | Reżyser              | Komentarz |
| ---- | ----------------------- | -------------------- | --- |
| 2004 | Lotus                   | Ioan Cărmăzan        | |
| 2007 | Młodość stulatka        | Francis Ford Coppola | Nominacja – Independent Spirit Award for Best Cinematography |
| 2009 | Tetro                   | Francis Ford Coppola | |
| 2011 | Twixt                   | Francis Ford Coppola | |
| 2012 | Little Red Wagon        | David Anspaugh       | |
| 2012 | The Time Being          | Nenad Cicin-Sain     | |
| 2012 | Mistrz                  | Paul Thomas Anderson | Boston Society of Film Critics Award for Best Cinematography National Society of Film Critics Award for Best Cinematography Chicago Film Critics Association Award for Best Cinematography Nominacja – Critics’ Choice Movie Award for Best Cinematography Nominacja – Los Angeles Film Critics Association Award for Best Cinematography Nominacja – Online Film Critics Society Award for Best Cinematography Nominacja – Nagroda Satelita za najlepsze zdjęcia Nominacja – Washington D.C. Area Film Critics Association Award for Best Cinematography |
| 2013 | +1                      | Dennis Iliadis       | |
| 2014 | Krocząc wśród cieni     | Scott Frank          | |
| 2016 | Nina                    | Cynthia Mort         | |
| 2017 | Bez snu                 | Baran bo Odar        | |
| 2018 | Delirium                | Dennis Iliadis       | |
| 2018 | Nienawiść, którą dajesz | George Tillman Jr.   | |
| 2019 | Jojo Rabbit             | Taika Waititi        | |